# Reverend Bizarre
Reverend Bizarre — финская англоязычная дум-метал-группа, образованная в 1995 году.

## История
Группа была образована в 1994 году в небольшом городе Лохья на юге Финляндии тремя молодыми людьми Альбертом, Питером и Юппи. Однако пристрастие Юппи к алкоголю вскоре делает невозможным его дальнейшие участие в группе, и в 1997 году он покидает Reverend Bizarre. В том же году Альберт с Питером переезжают в Турку, где доукомплектовывают состав старым товарищем Альберта Эрлом.
В 1999 году они записывают своё первое демо «Slice Of Doom». После чего получают контракт с Sinister Figure Records, где в 2002 году и выходит их первый полноформатный альбом «In the Rectory Of The Bizarre Reverend» (в 2003 году альбом был перевыпущен на Low Frequency Records). Далее Reverend Bizarre переходят на Spikefarm Records, где сначала выпускают EP «Harbinger of Metal» (2003) (несмотря на статус EP, диск по сути является полноценным альбомом), а затем в 2005 году и свой второй альбом «II: Crush the Insects».
Изначально группа планировала выпустить пять альбомов. Помимо двух уже вышедших, свет должны были увидеть диски под названиями «Songs from the Funereal World», «Heavier Than Life» и «How It Was Meant to Be». Однако недавно музыканты изменили своё решение и объявили, что диск, выходящий в первой половине 2007 года станет последним диском Reverend Bizarre.

## Состав
Текущий состав
- Sir Albert Witchfinder — вокал, бас
- Father Peter Vicar — гитара
- Monsieur Earl of Void — ударные

Бывшие участники
- Juippi — ударные (1994 — 1997).

## Дискография

### Альбомы
- In the Rectory of the Bizarre Reverend[англ.]. Первоначально выпущен в 2002 году лейблом Sinister Figure. Переиздан в 2003 году — Low Frequency Records. Выпустили ещё раз в 2004 году — Spikefarm с бонусом Return to the Rectory.
- II Crush the Insects[англ.] (2005)
- III: So Long Suckers[англ.] (2007)

### EP/Синглы
- Harbinger Of Metal (2003)
- Return To The Rectory (2004). Изначально этот диск планировалось выпустить отдельным EP «Reverend Bizarre Blesses You with Fire», но он был выпущен, как бонус CD к переизданию In the Rectory of the Bizarre Reverend.
- Slave Of Satan (2005)
- Thulsa Doom (2006). Записан в период с марта 2003 года по апрель 2005 года. Посвящён Джеймсу Эрл Джонсу, который играл Тулсу Дума в фильме 1982 года «Конан-варвар»[источник не указан 1826 дней].
- Teutonic Witch (CDS, 2007)
- Dark World/Deceiver (7" EP, 2008)
- The Goddess of Doom (12" EP, 2008)
- Magick with Tears (Double 12" (limited to 500 copies), Tyrannus Records (Chile), 5/29/2009)

### Сплит
- 7" сплит с Ritual Steel (2003)
- 12" сплит с Orodruin (2004)
- 7" сплит с Minotauri (2004)
- 7" сплит с Mannhai (2006)
- 7"/CD сплит с Kuolema
- 12" сплит с Rättö ja Lehtisalo
- 12" сплит с Electric Wizard
- 12" сплит с Mr. Velcro Fastener

### Компиляции
- Slice of Doom 1999–2002[англ.] (2004)
- Death is Glory...Now[англ.] (2009)

### Демо
- Practice Sessions (1995)
- Slice Of Doom (1999)
- You Shall Suffer! (2003)